# Zelotes altissimus
Zelotes altissimus är en spindelart som beskrevs av Hu 1989. Zelotes altissimus ingår i släktet Zelotes och familjen plattbuksspindlar. Inga underarter finns listade i Catalogue of Life.